# شفیقه قریشی

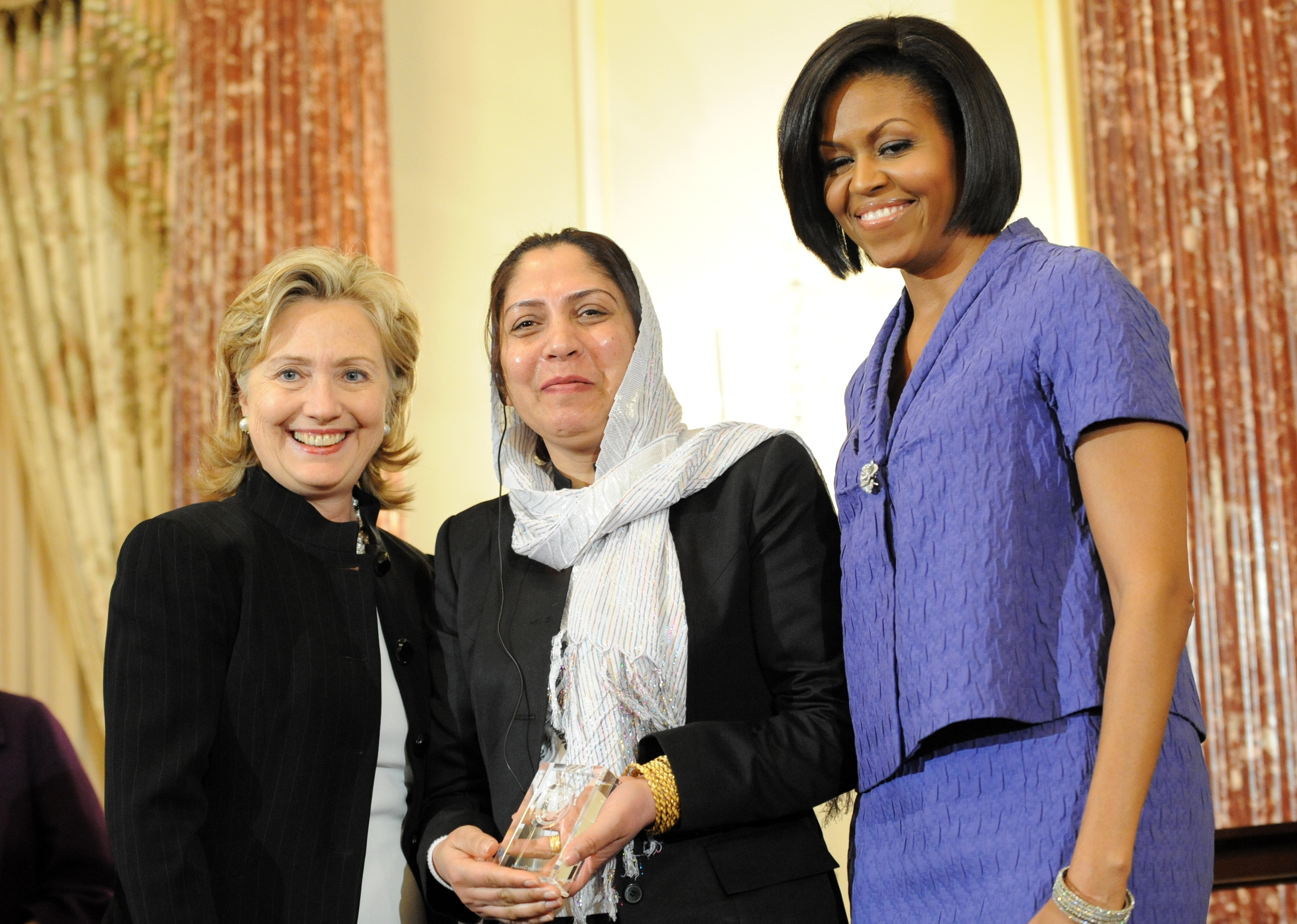
وزیر کلینتون با بانوی اول آمریکا میشل اوباما و سرهنگ افتخاری شفیقه قریشی از افغانستان

شفیقه قریشی فعال حقوق بشر اهل افغانستان است. او از سال ۲۰۱۰ به عنوان سرهنگ پلیس و مدیر حقوق بشر و کودکان در وزارت کشور افغانستان مشغول به کار گردید. او گروه کاری را در مورد استراتژی استخدام زنان افغانستان با رهبری ۵٬۰۰۰ زن برای کار در وزارت کشور تأسیس کرد و آن را رهبری کرد. او همچنین برای مزایای بیشتر زنان فعالیت می‌کند. مانند مراقبت از کودکان، مراقبت‌های بهداشتی، مراقبت از مادران، آموزش‌های امنیتی و سایر مهارت‌ها. از سال ۲۰۱۱ او ارشدترین پلیس افغانستان می‌باشد. وی همچنین برندهٔ جوایزی همچون جایزه بین‌المللی زنان شجاع در سال ۲۰۱۰ شده است.